# 戈壁阿尔泰省
戈壁阿尔泰省（羅馬化：Govi-Altai aimag），位於蒙古國西南部，東臨巴彥洪戈爾省，北接扎布汗省，西靠科布多省，西南和南部與中國新疆維吾爾自治區哈密市、甘肅省酒泉市、内蒙古自治區阿拉善盟交界。面積14.14萬平方千米，2022年末蒙古公民人口57,098人，實際居住人口58,257人。省會阿爾泰市，位於該省北部。

## 行政区划
戈壁阿尔泰省下辖18苏木：
| 戈壁阿尔泰省的苏木行政中心地图 |
| ------------------------------ |
| \| \| 50km · 30miles 朝格特苏木 车勒苏木 吞黑勒苏木 图格里克苏木 泰希尔苏木 沙尔嘎苏木 呼和毛里特苏木 哈利温苏木 扎尔嘎兰苏木 额尔德尼苏木 德勒格尔苏木 达尔维苏木 钱德曼苏木 布嘎特苏木 比格尔苏木 巴彦乌拉苏木 阿尔泰苏木 阿尔泰市 (耶森布拉格苏木) '"`UNIQ--templatestyles-0000002B-QINU`"' 苏木在戈壁阿尔泰省 Legend： · 1: 阿尔泰市 (耶森布拉格苏木) 2: 阿尔泰苏木 3: 巴彦乌拉苏木 · 4: 比格尔苏木 5: 布嘎特苏木 6: 钱德曼苏木 7: 达尔维苏木 · 8: 德勒格尔苏木 9: 额尔德尼苏木 10: 扎尔嘎兰苏木 11: 哈利温苏木 · 12: 呼和毛里特苏木 13: 沙尔嘎苏木 14: 泰希尔苏木 15: 图格里克苏木 · 16: 吞黑勒苏木 17: 车勒苏木 18: 朝格特苏木 ·                               |
|                                |

- 戈壁阿尔泰省的苏木
- 和科布多省接壤的Sutai Mountain（英语：Sutai Mountain） (Сутай хайрхан уул)
- 在戈壁沙漠中，朝格特苏木（英语：Tsogt, Govi-Altai） Bayantooroi 绿洲的梭梭，远眺阿尔泰山脉
- 在戈壁沙漠中，朝格特苏木 Bayantooroi 绿洲的胡杨
- 在戈壁沙漠中，朝格特苏木 Bayantooroi 绿洲
- 吞黑勒苏木（英语：Tonkhil, Govi-Altai）
- 哈利温苏木（英语：Khaliun, Govi-Altai）位于Хар Азаргын нуруу的山脚下。
- Burkhan Buudai（英语：Burkhan Buudai） (Бурхан_буудай_уул)山脚下的盐湖。

1. ↑  . 1212.mn.   [2023-05-24]. （原始内容存档于2023-01-07）.
2. ↑  . 1212.mn.   [2023-05-24]. （原始内容存档于2023-05-24）.